# Traité de Salynas

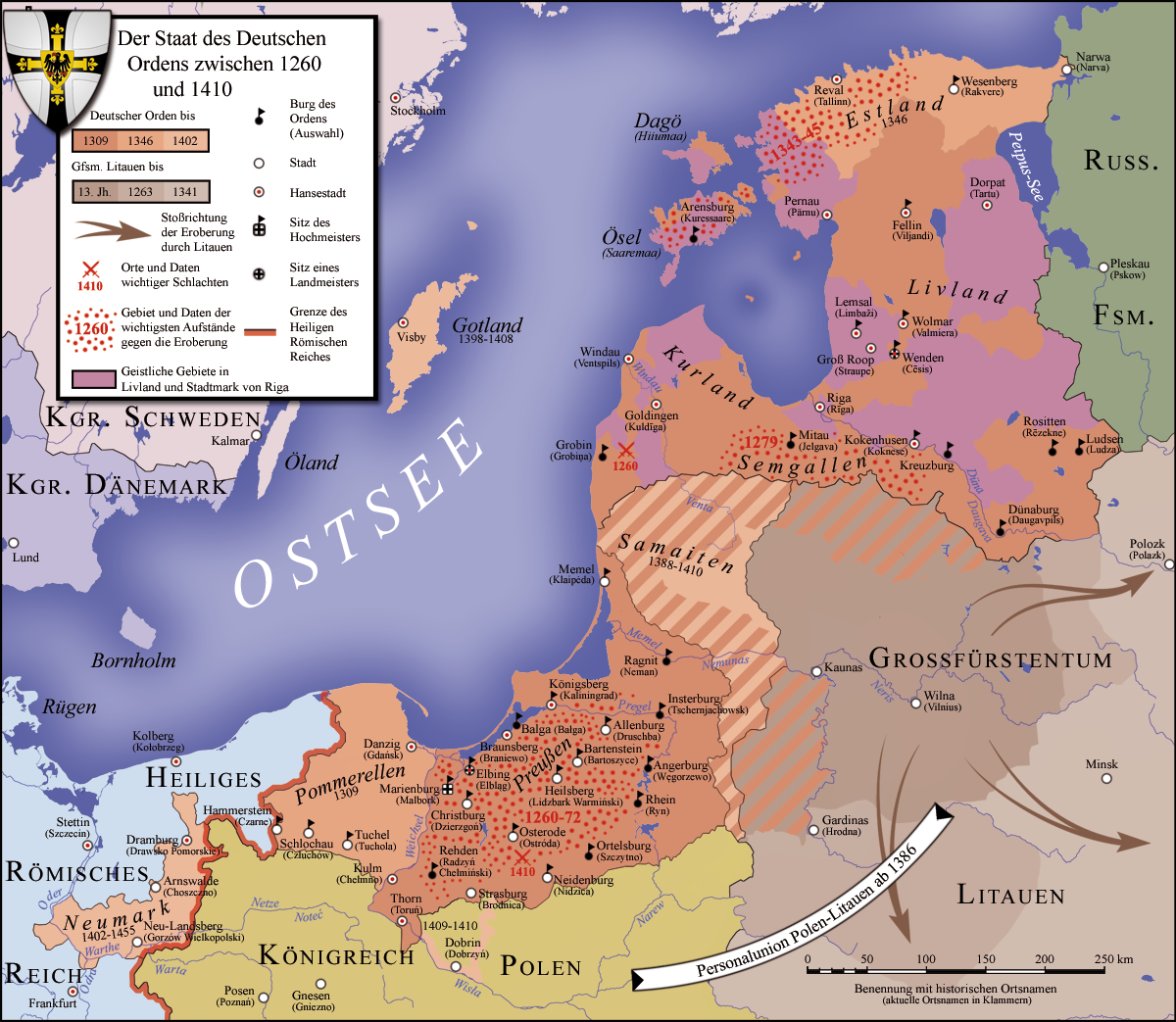
L'État monastique des chevaliers teutonique en 1410

Le traité de Salynas fut signé le 12 octobre 1398 par le grand-duc de Lituanie Vytautas le Grand, d'une part, et le grand maître de l’ordre Teutonique Konrad von Jungingen, d'autre part, sur un îlot du fleuve Niémen, probablement entre Kulautuva (lt) et l'embouchure de la Nevėžis.

## Historique
Par ce traité, Vytautas cède le duché de Samogitie aux Chevaliers teutoniques. Ce territoire est très important pour les chevaliers puisqu'il relie les possessions de l'État monastique des chevaliers teutoniques de Prusse et de Livonie. C'est la troisième fois après le traité de Königsberg (en) en 1384 et traité de Lyck (en) en 1390 que Vytautas promet la cession du territoire, et cette fois les chevaliers compte bien en prendre possession. Toutefois, la question de la Samogitie ne sera définitivement réglée qu'en 1422, cette fois en faveur de Lituaniens, avec la signature du traité de Melno.

## Sources
- (en) Cet article est partiellement ou en totalité issu de l’article de Wikipédia en anglais intitulé « Treaty of Salynas » (voir la liste des auteurs).